# Laurent Ferlet
 (août 2015).
 (juillet 2022).
Il peut être nécessaire de l'améliorer pour respecter le principe de neutralité de point de vue. Veuillez consulter la page de discussion pour plus de détails.

Laurent Ferlet, né le 5 octobre 1961 à Paris, est un pianiste et compositeur français.

## Biographie
Laurent Ferlet commence très tôt l'étude du piano. Médaillé d'or du conservatoire de Paris, il devient élève de Pierre Sancan au Conservatoire national supérieur de musique de Paris. Il entre ensuite à l'École normale de musique de Paris, dans la classe de Jeanine Bonjean, dont il sort avec des diplômes de concertiste (premier nommé avec les félicitations du jury), d’analyse, et d’harmonie. Il travaille parallèlement avec Jean Fassina et Miriam Ribicki et suit des master-classes de Gaby Casadesus et Leonard Bernstein.
Il continue son éducation musicale au Berklee College of Music de Boston, où il passe deux ans, étudiant le film scoring, le jazz et l’écriture pour big band .
De retour à Paris, il collabore avec des musiciens de tous horizons et cultures. Il devient directeur musical de l’association de steeldrum Calypsociation Steelband. Il compose et arrange pour ses orchestres et la dote d’une structure pédagogique. En mai 1998, il dirige deux concerts qui rassemblent plus de 150 pianistes français, anglais et trinidadiens à la Grande Halle de la Villette, pour fêter les 100 ans de l’abolition de l’esclavage.
Entre 1996 et 2008, il compose pas moins de 580 musiques pour la série télévisée policière de TF1 "Une femme d'honneur" avec Corinne Touzet.
Il signe également de nombreuses partitions de longs-métrages et films documentaires pour Disneynature, Gaumont, (dont Meerkat Manor : The Story Begins nommé au festival de Bristol et de Jackson Hole pour la meilleure musique). Il associe musique savante et musiques du monde et compose souvent des mélanges ethno-symphoniques comme pour la bande originale de Hanuman, enregistrée avec l’orchestre symphonique de Sofia et des solistes indiens et africains, ou pour celle des Hommes d’Ushuaïa, avec l’Orchestre philharmonique de Prague et le Choral Kühn.
Il continue à donner des récitals de musique de chambre et à créer des pièces de musique contemporaine pour piano solo ainsi que pour piano à quatre mains. Pour le répertoire de musique française, il a enregistré des pièces pour quatre mains de Fauré, Debussy, Ravel qu'il joue aussi régulièrement en concert ainsi que des pièces de Brahms et Schubert.
Il compose en 2012, en deux semaines seulement, la musique de campagne du président-candidat Nicolas Sarkozy, intitulée selon les sources, soit La France forte, soit La Course à la victoire,, entendue notamment lors des meetings, pour l'élection présidentielle. Dans le cadre de l'affaire Bygmalion, quatre ans plus tard, le cout de sa prestation artistique est débattu devant le juge d'instruction, Nicolas Sarkozy prétendant que cette composition était gratuite, Laurent Ferlet produisant la copie d'une facture de 86 000 euros et le compte de campagne du candidat mentionnant la moitié de cette somme,,,.
Il compose l'identité sonore et l'habillage musical de la nouvelle chaine de sport BeIN Sports lancée le 1er juin 2012.
Il compose, en 2012, une musique de documentaire animalier, Les Larmes des crocodiles, pour lequel il obtient le prix de la meilleure musique de documentaire au festival de Strasbourg.
En 2013, il compose la musique du film Sur le chemin de l'école réalisé par Pascal Plisson, produit par Barthélemy Fougea et distribué par Disney, sorti en salle le 25 septembre 2013, et qui obtient le César du meilleur documentaire. La partition est interprétée par l'orchestre symphonique de la radio nationale bulgare avec la participation de grands solistes comme Didier Malherbe, Patrick Goraguer, Éric Löhrer, Axel Lecourt. La même  année il compose la musique de Collaborations, une série de deux épisodes sur la collaboration réalisés par Gabriel Le Bomin, produit par Nilaya et diffusés sur France Télévisions, ainsi que celle de Le Plus Beau Pays du monde, réalisé par Jacques Malaterre et Frédéric Fougea diffusé en décembre 2013 sur France 2
Il compose en 2014 la musique de la version française du film Grizzlis (Bears) , une production Disneynature pour laquelle il obtient : Prix UCMF – Sacem de la Meilleure Musique de film projeté sur grand écran.
Laurent Ferlet pour le film Grizzly (coproduit par Keith Scholey, Adam Chapman & Disneynature)
De 2015 à 2022 il compose les musiques de la série :"des volcans et des hommes " 
En 2015 il compose la musique du documentaire : "The rainforests are under threat" ainsi que "le plus beau pays du monde opus 2". La même année il compose la musique de la série :"On the way to school" saison 1".
En 2016 pour France Télévisions, il compose la musique de deux documentaires : "Bois de rose, parfum d'Amazonie" et "Les animaux ont-ils des droits ?"
En 2017 il compose un documentaire pour le cinéma : "Kalachakra" ainsi qu'un documentaire portrait de Frida Kahlo pour France 5. La même année il compose la saison 2 : Le Chemin de l'école 24 épisodes  2017 / 2018 diffusée sur France 5 et produite par Winds. Toujours en 2017 il compose la musique de la mini série "Propaganda" et il participe à un récital à quatre mains avec Franck Ciup sur le thème Quand le piano fait son cinéma,.
En 2018 il signe la musique de documentaires  pour France Télévisions : "Mon rire m'appartient " et "Onibo".
En 2020 il compose la musique du dernier film documentaire cinéma de Pascal Plisson : "Gogo"
Laurent Ferlet est sociétaire définitif de la SACEM depuis 2002 et membre de la commission audiovisuelle de 2014 à 2021. Membre du CA de l’Union des compositeurs de musiques de films.

## Filmographie sélective en tant que compositeur
- 1992-1996 : Les Contes de la Terre, série documentaire de Frédéric Fougea
- 1994 : Les Hommes d'Ushuaïa, de Marc Allavène d'Erlon
- 1994 : Cheetahs, the Winning Streak, de Patrick Morris
- 1995 : Mascarade, de Harriet Marin
- 1996-2008 : Une femme d'honneur
- 1997 : Le Cri du silence, de Jacques Malaterre
- 1998 : Hanuman de Frédéric Fougea
- 1998 : Madagascar, l'enfant et la pirogue, de Stéphane Peyron
- 1999 : Un siècle d'écrivains, Jorge Luis Borges, l'homme-miroir, d'Alberto Manguel et Philippe Molins
- 2000 : Yeti, le cri de l'homme des neiges, de Jérôme-Cécil Auffret
- 2001 : La Fabuleuse Histoire des hommes et des animaux, de Frédéric Fougea
- 2002 : Les Kids cow-boys de Dublin, de Bernard Crouzet
- 2003 : The Monkey Prince, de Fred Fougea
- 2004 : Les Champions d'Olympie, de Philippe Molins
- 2005 : Retour au Cambodge, de Bernard Crouzet
- 2006 : La Vie en cinq actes
- 2007 : Ham, un chimpanzé dans l'espace, de Jérôme-Cécil Auffret
- 2008 : Meerkat Manor : The Story Begins de Chris Barker et Mark Slee
- 2009 : L'Évasion de Louis XVI, d'Arnaud Sélignac
- 2009 : Naturellement, produite par Disneynature
- 2010 : Maman !, court métrage d'Hélène de Fougerolles
- 2010 : Ce jour-là, tout a changé, L'Appel du 18 Juin, de Félix Olivier
- 2010 : Mongolie, le pays emporté par les vents, de Jérôme-Cécil Auffret
- 2010 : Grèce, du miel et des cendres, de Gilles Capelle
- 2010 : Namibie, les pièges d’un fleuve, de Sylvie Bergerot et Éric Robert
- 2010 : FBI Police d’État, 5X52’, de David Carr Brown[3]
- 2011 : Un dimanche à la ferme, 4 épisodes de Pascal Plisson
- 2012 : Les Larmes des crocodiles, de Luc Marescot
- 2013 : Collaborations, de Gabriel Le Bomin
- 2013 : Le Plus Beau Pays du monde, de Frédéric Fougea et Jacques Malaterre
- 2013 : Sur le chemin de l'école, de Pascal Plisson
- 2014 : Grizzly, d'Alastair Fothergill et Keith Sholley, production Disneynature (pour la version française)
- 2015 : Le plus beau pays du monde opus 2 de Frédéric Fougea et Jacques Malaterre
- 2015 : Le monde de Jamy, France TV (des forêts et des hommes)
- 2015 : Saison 1 de la série : "on the way to school" pour Winds
- 2016 : Bois de rose, un parfum d'amazonie pour France TV
- 2016 : Les animaux ont ils des droits réalisé par Martin Blanchard avec Boris Cyrulnik
- 2017 : Galerie France 5 : " Frida Kahlo, Diego Riviera, une passion dévorante"
- 2017 : Kalachakra , l'éveil : documentaire cinéma réalisé par Natalie Fuchs et la voix de Uma Thurman
- 2017 : Chemins de l'école saison 2
- 2017 : Propaganda (mini série) réalisée par Léo Favier pour les bons clients
- 2018 : " Mon rire m'appartient " réalisé par Thierry Thomas pour What's up film
- 2018 : Onibo : Pérou de la jungle urbaine à la jungle amazonienne
- 2019 : " des volcans et des hommes" saison 2 (12 épisodes ) pour les bons clients
- 2020 : Gogo, long métrage documentaire réalisé par Pascal Plisson pour ladybird
- 2021: A child's Smile réalisé par Jérome Dolbert.